# Трипліт
Трипліт (англ. triplite; нім. Triplit m) — мінерал, водний флуорофосфат заліза, манґану, кальцію і магнію острівної будови.
Названий від грецького слова «триплеос» — трикратний (J.F.Hausmann, 1813).
Синоніми: апатит залізний, ретинбарит.

## Опис
Хімічна формула:
- 1. За Є. Лазаренком: (Mn2+, Fe2+)2[F|PO4].
- 2. За К.Фреєм і за «Fleischer's Glossary» (2004): (Mn2+, Fe2+, Mg, Ca)2[PO4](F, OH).

Містить (%): MnO — 31,56; FeO — 31,97; F — 8,45; P2O5 — 31,58.
Домішки: Mg, Ca.
Сингонія моноклінна. Призматичний вид. Утворює щільні і грубозернисті маси. Густина 3,5-3,9. Тв. 5-5,5. Колір рожевий, бурий до чорно-бурого. Різні відтінки коричневого. Блиск скляний до смолистого. Риса жовто-сіра або бура.

## Поширення
Зустрічається у фосфатних пегматитах, а також в гідротермальних кварцових жилах разом з кварцом, берилом, апатитом, флюоритом. Рідкісний. Знахідки: Цвізель і Гагендорф (Баварія, ФРН), Лімож (Франція), Блек-Гіллс (шт. Півд. Дакота), Фрімонт і Ель-Пассо (шт. Колорадо) — США; Сьєрра-де-Кордоба (Арґентина).

## Різновиди
Розрізняють:
- трипліт магніїстий, магніотрипліт (різновид трипліту, що містить до 17 % MgO).